# Luxemburgo nos Jogos Olímpicos de Inverno da Juventude de 2012
Luxemburgo participou dos Jogos Olímpicos de Inverno da Juventude de 2012, a serem realizados em Innsbruck, na Áustria. O país classificou uma atleta do esqui alpino feminino.

## Esqui alpino
| Atleta             | Evento                  | Final     | Final     | Final   | Final |
| Atleta             | Evento                  | Descida 1 | Descida 2 | Total   | Pos.  |
| ------------------ | ----------------------- | --------- | --------- | ------- | ----- |
| Catherine Elvinger | Slalom feminino         | 48.25     | 44.73     | 1:32.98 | 18    |
| Catherine Elvinger | Slalom gigante feminino | 1:03.44   | 1:04.16   | 2:12.21 | 29    |